# Hipparchia tamadabae
Hipparchia tamadabae is een vlinder uit de onderfamilie Satyrinae van de familie Nymphalidae (aurelia's). De wetenschappelijke naam is voor het eerst geldig gepubliceerd in 1992 door Owen & Smith.
De soort komt voor in Europa.